# Daniel Woger
Daniel Woger (* 25. Februar 1988 in Dornbirn) ist ein österreichischer Eishockeyspieler, der seit 2023 bei den Pioneers Vorarlberg in der Österreichischen Eishockey-Liga unter Vertrag steht.

## Karriere
Woger begann mit dem Eishockeyspielen in seiner Geburtsstadt beim Nachwuchs des Dornbirner EC, für den er – unterbrochen nur von einem Jahr in der U17 des HC Davos – bis 2007 aktiv war. Ab 2004 spielte er mit dem Klub in der Nationalliga, der zweithöchsten österreichischen Klasse. Nachdem er die Spielzeit 2007/08 in Nordamerika bei den Valley Junior Warriors aus der Eastern Junior Hockey League verbracht hatte, kehrte er nach Österreich zurück und spielt seither in der Österreichischen Eishockey-Liga. Zunächst stand er beim HC Innsbruck auf dem Eis. Nachdem sich dieser 2009 aus finanziellen Gründen aus der ÖEHL zurückgezogen hatte, wechselte er in die Steiermark zum EC Graz 99ers, für die er zunächst drei Jahre spielte, bevor er 2012 zu den Vienna Capitals wechselte. Beim Hauptstadtklub verblieb er aber nur ein Jahr und kehrte anschließend nach Graz zurück, wo er die nächsten fünf Jahre spielte. Seit 2018 spielt er für den Ligakonkurrenten EHC Linz. Im Februar 2020 wurde er vom Klub abgemeldet und wechselte zur Spielzeit 2020/21 in seine Geburtsstadt Dornbirn zurück. Zur folgenden Spielzeit unterschrieb er einen Vertrag beim HC Thurgau aus der Swiss League. Nach nur einem Jahr in der Schweiz kehrte er 2022 nach Österreich zurück und wurde zum wiederholten mal von Graz 99ers verpflichtet. 2023 wechselte er zum Ligakonkurrenten Pioneers Vorarlberg.

### International

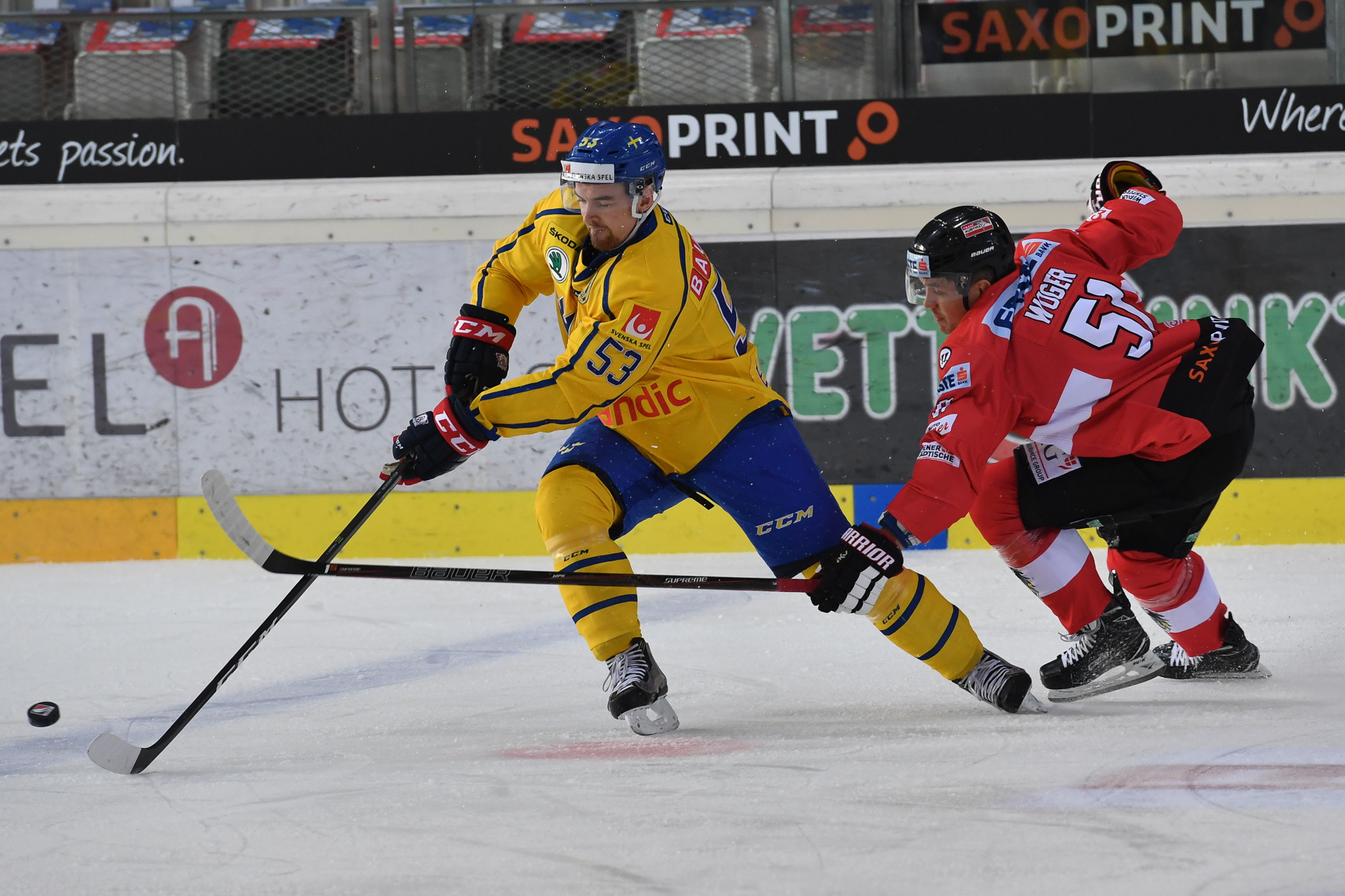
Daniel Woger (Rechts) im Nationaltrikot (2017)

Für sein Heimatland kam Woger im Juniorenbereich bei der U18-Weltmeisterschaft der Division I 2005 und 2006 sowie bei der U20-Weltmeisterschaft der Division I 2007, bei der der österreichische Nachwuchs nur knapp durch eine 2:3-Niederlage gegen Kasachstan den Aufstieg in die Top-Division verpasste, zum Einsatz.
Für die Herren-Auswahl der Österreicher spielte er erstmals beim 4:3-Erfolg gegen Frankreich am 12. November 2010 im ungarischen Székesfehérvár. Sein WM-Debüt gab er jedoch erst viereinhalb Jahre später bei der Weltmeisterschaft 2015 in der Top-Division, konnte den Abstieg jedoch nicht verhindern. Daraufhin spielte er bei der Weltmeisterschaft 2017 in der Division I und erreichte den Wiederaufstieg in die Top-Division. Dort spielte er dann bei der Weltmeisterschaft 2018, als den Alpenländlern erstmals seit 2004 der Klassenerhalt gelang.

## Erfolge und Auszeichnungen
- 2017 Aufstieg in die Top-Division bei der Weltmeisterschaft der Division I, Gruppe A

## Karrierestatistik
(Legende zur Spielerstatistik: Sp oder GP = absolvierte Spiele; T oder G = erzielte Tore; V oder A = erzielte Assists; Pkt oder Pts = erzielte Scorerpunkte; SM oder PIM = erhaltene Strafminuten; +/− = Plus/Minus-Bilanz; PP = erzielte Überzahltore; SH = erzielte Unterzahltore; GW = erzielte Siegtore; 1 Play-downs/Relegation; Kursiv: Statistik nicht vollständig)